# 雜肋龍屬
雜肋龍屬是一屬基礎堅尾龍類恐龍，屬於斑龍科。雜肋龍的身長9米，體重達1公噸。牠們生存於侏羅紀中期（巴統階），約1億6800萬到1億6500萬年前。牠的化石是部份的骨骼，最初於1824年在法國發現，並被命名為斑龍的一個種。牠於1923年才被更名為雜肋龍。這副骨骼是最先發現的雜肋龍化石，但卻於第二次世界大戰中被破壞。由於原有的化石已被破壞，而至今未有發現其他的化石，加上牠曾更名，故雜肋龍的分類上有很大的爭議而未能解決。
雜肋龍最特別的地方是其大手臂，是較為原始的特徵。牠不像後期的獸腳亞目的手臂很小，而是長及強壯的。雜肋龍的前臂短而粗壯，而年代較晚期的北美洲近親蠻龍也有類似跡象。
過去曾有一個顱骨被歸類於雜肋龍的新種，名為P. valesdunensis。在2006年，這個種建立為新屬，迪布勒伊洛龍（Dubreuillosaurus）。
在2010年的斑龍重新研究中，雜肋龍被歸類於異特龍超科演化支。